# Torrazzo
Torrazzo est une commune de moins de 1 000 habitants de la province de Biella, dans le Piémont, en Italie.

## Administration
| Période                                  | Période  | Identité      | Étiquette    | Qualité |
| ---------------------------------------- | -------- | ------------- | ------------ | ------- |
| 14 juin 2004                             | En cours | Vanni Boscain | Lista Civica |         |
| Les données manquantes sont à compléter. |          |               |              |         |

### Communes limitrophes
Bollengo, Burolo, Chiaverano, Magnano, Sala Biellese, Zubiena.

### Évolution démographique
Habitants recensés